# Carol Zoccoli
Carolina Zoccoli (Rio Verde, 29 de setembro de 1982), mais conhecida como Carol Zoccoli, é uma filósofa, atriz, humorista e roteirista brasileira.
Ficou conhecida por sua aparição no programa Custe o Que Custar da Band em 2009, em que concorreu a vaga de oitavo integrante do programa ficando em segundo lugar.
Já se apresentou nos maiores espetáculos de comédia stand-up do Brasil, como Comédia em Pé, no Rio de Janeiro, Clube da Comédia, Comédia ao Vivo, Seleção do Humor Stand-up e Comedians Comedy Club, em São Paulo.
Atualmente, trabalha com comédia em Nova Iorque.
Nas redes sociais, ultrapassa os 100 mil seguidores no Instagram e 265 mil seguidores no TikTok. 

## Biografia
Carol Zoccoli é formada em Filosofia na Universidade de São Paulo (USP) e é mestre em Estética e História da Arte.

### Década de 2000
Sua carreira iniciou em 2007 com apresentações de stand-up comedy. 
Em maio de 2008 foi apontada pela revista Época como a revelação da comédia stand-up em São Paulo.
Sua primeira aparição na televisão foi em 2009 como concorrente a vaga de oitavo integrante do Custe o Que Custar. 
Neste mesmo ano, ela começou a atuar na peça 50 Minutos, com roteiro de Carol e direção de Nany People, em que interpretava uma mulher brigada com o marido e dependente de bolacha recheada. Também fez parte do time de roteirizadores do programa da Band, É Tudo Improviso.

### Década de 2010
Em 2010, foi contratada da emissora de rádio Transamérica para integrar o time de apresentadores do Transalouca com Fuzil, Rodrigo Pizcionery e o também humorista Gavião.  Ainda esse ano, participou da peça Mãos ao Alto São Paulo dirigida por Fernando Ceylão.  Na Band, foi roteirista e atriz do programa The Porangaba Show. Este que virou um site no Band.com.br em 2011, onde ela escreveu esquetes com Marcela Leal. Ainda neste ano, frequentou a École Nationale de l'Humour e na Ligue Nationale d'Improvisation, ambas em Montreal, Canadá.
Foi co-escritora do livro Rock Suicídio junto com outros dezenove autores lançado pela editora Prumo em novembro de 2011.
Em janeiro de 2012, estreou o reality show Amazônia, em que os participantes divididos em grupos tinham de se adaptar a região amazônica. Ela acabou desistindo da atração dias após, alegando não ter condições físicas para permanecer no programa. Em maio do mesmo ano, estreou na RedeTV! o Saturday Night Live em que apresentava o quadro Weekend Update, fazia esquetes como atriz e era também roteirista.
Em 2013, passou a estudar na Second City em Toronto, Canadá.
Em 2015, ficou entre os oito finalistas do Jokenation, concurso que buscava um comediante para representar a região EUA e Canadá no Montreaux Comedy Festival (Suíça). Em 2015, ganhou o prêmio Tim Sims Award, em Toronto
Em 2028, colaborou com portal canadense The CBC Comedy, com o artigo "The CBC Comedy guide to tipping in Canada"
Em 2019, lançou junto com outras três humoristas o especial para a Netflix Lugar de Mulher.

### Década de 2020
Em 2021, estreou na terceira temporada do humorístico A Culpa é da Carlota, no canal pago Comedy Central.
Em janeiro de 2022, Carol Zoccoli foi a primeira humorista brasileira a gravar um álbum de stand-up comedy em inglês: Legal. Em dezembro no mesmo ano, participou do elenco da segunda temporada do programa LOL: Se rir, já era no Prime Video.
Neste mesmo ano, também participou do festival Netflix is a Joke Festival em Los Angeles.
No fim de 2022, com as acirradas eleições presidenciais no Brasil, o vídeo em que faz uma personagem "patriota" bolsonarista narrando uma intervenção alienígena viralizou nas redes e no whatsapp, confundindo eleitores do então presidente que acreditaram na "fake news". 
Em 2023, Carol Zoccoli participa do Funny Immigrants Festival, um festival de comédia stand-up que apresenta comediantes imigrantes de várias partes do mundo e que moram nos Estados Unidos.